# Herzogtum Sprottau
Das Herzogtum Sprottau bestand von 1251 bis 1397 als Teilherzogtum von Glogau, das 1331 ein Lehen der Krone Böhmen und im selben Jahr in einen königlich-böhmischen Anteil und einen herzoglichen Anteil getrennt wurde. Es wurde von den Schlesischen Piasten regiert. Residenzort war die gleichnamige Stadt Sprottau (heute Szprotawa in der Woiwodschaft Lebus in Polen).

## Geschichte

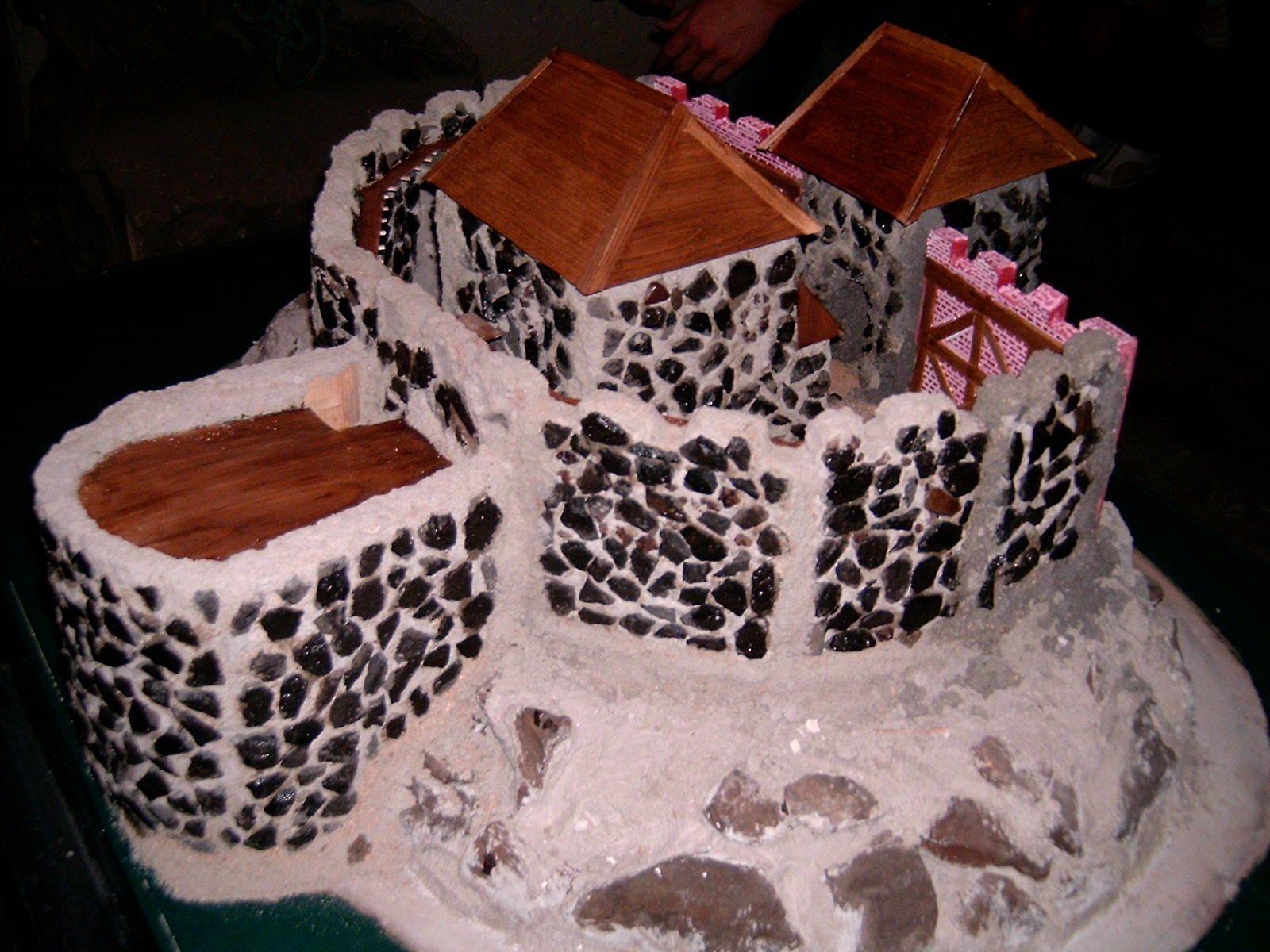
Rekonstruktion der Burg Sprottau

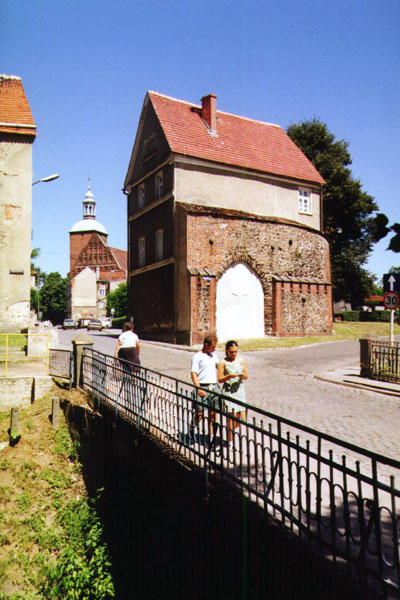
Stadttor von Sprottau

Das Gebiet von Sprottau gelangte bei der Teilung des Herzogtums Schlesien 1249/51 an das Herzogtum Glogau, das für Herzog Konrad II. errichtet wurde. Er titulierte ab 1251 auch als Herzog von Sprottau. Nach dessen Tod 1273/74 wurde das Herzogtum Glogau unter seine drei Söhne aufgeteilt. Der mittlere Primislaus/Premko I. erhielt Sprottau sowie Steinau. Zusammen mit seinem Bruder Heinrich III. († 1309) unterstützte er den Breslauer Herzog Heinrich IV. bei dessen Kampf gegen den polnischen Herzog Władysław I. Ellenlang und wurde 1289 bei Krakau getötet. Seinen Besitz erbte der jüngere Bruder Heinrich III., der 1289 bis zu seinem Tod 1309 u. a. den Titel Herzog von Sprottau führte. Danach wurde Sprottau wiederum mit Glogau vereint.
Nach dem Tod des Herzog Heinrichs V. „des Eisernen“ von Glogau und Steinau 1369 erbten dessen drei Söhne das Herzogtum Glogau sowie Steinau und teilen das Gebiet. Sprottau mit Freystadt und Grünberg erhielt der jüngste Bruder Heinrich VIII. „Sperling“. Nach dessen Unfalltod 1397 bei einem Reitturnier wurde Sprottau mit dem herzoglichen Anteil von Glogau verbunden, mit dem es seine weitere Geschichte teilte.